# Złotoria (gromada w powiecie białostockim)
Złotoria – dawna gromada, czyli najmniejsza jednostka podziału terytorialnego Polskiej Rzeczypospolitej Ludowej w latach 1954–1972.
Gromady, z gromadzkimi radami narodowymi (GRN) jako organami władzy najniższego stopnia na wsi, funkcjonowały od reformy reorganizującej administrację wiejską przeprowadzonej jesienią 1954 do momentu ich zniesienia z dniem 1 stycznia 1973, tym samym wypierając organizację gminną w latach 1954–1972.
Gromadę Złotoria z siedzibą GRN w Złotorii utworzono – jako jedną z 8759 gromad – w powiecie wysokomazowieckim w woj. białostockim, na mocy uchwały nr 24/V WRN w Białymstoku z dnia 4 października 1954. W skład jednostki weszły obszary dotychczasowych gromad Złotoria i Siekierki ze zniesionej gminy Tykocin w tymże powiecie. Dla gromady ustalono 14 członków gromadzkiej rady narodowej.
1 stycznia 1958 roku gromadę włączono do powiatu białostockiego.
31 grudnia 1961 do gromady Złotoria włączono wsie Babino, Rzędziany i Sawino oraz kolonię Rzędziany ze zniesionej gromady Rzędziany.
1 stycznia 1969 do gromady Złotoria przyłączono część obszaru zniesionej gromady Fasty (wieś Żółtki).
Gromada przetrwała do końca 1972 roku, czyli do kolejnej reformy gminnej.